# Никола Везмар
Никола „Никица” Везмар (18. децембар 1934, Зајечар − 6. септембар 1986, Сански Мост) је био југословенски фудбалер.
У Београду је завршио основну и средњу школу. Фудбалом се почео бавити у београдској „Црвеној звезди” гдје је са старијим братом Миодрагом наступао за кадете и јуниоре. Године 1952. дошао је са породицом у Сански Мост, гдје је до 1958. играо за Фудбалски клуб „Подгрмеч”, са којим се пласирао у Зонску лигу. Потом је играо за бањалучки „Борац” (1959−1964), који је у том периоду (1961) ушао у Прву савезну лигу Југославије. У утакмици против Хајдука из Сплита Никица Везмар је постигао први прволигашки го за Борац. Одиграо је неколико утакмица за репрезентацију СР БиХ. Године 1965. вратио се у „Подгрмеч” и сљедеће године завршио играчку каријеру. Поводом 80. годишњице ФК „Борац”, „Глас Српске” изабрао га је у идеални тим „Борца”, као најбоље десно крило.